# Препорађање (будизам)
Препорађање (санскрит: punarbhava, пали: punabbhava - поновно бивање) је учење да се смрћу ток самсаре не завршава. За будизам је препорађање изразито лоше, јер нас задржава у кругу патње. 
Буда садашњи живот не види као изоловану појаву, већ тек као једну карику у низу живота кроз које смо до сада прошли. А оно што повезује један живот с другим, јесте карма, односно вољни, свесно учињени поступци. Буда је учио да сила која нагони на препорађање јесте жеђ (taṇhā), поготово жеђ за задовољствима и жеђ за постојањем. Крајњи циљ читаве будистичке праксе јесте престанак препорађања.
Буда је усвојио идеју препорађања из старије индијске религије. Међутим, у будизму нема селидбе душа из једног живота у други. Када човек умире, његово тело, основа његове свести, распада се, и тако психички живот се завршава. Нема никакве душе која би се могла пресељавати. Након смрти продужује да постоји само кармичка енергија његових дела, па једино заиста бесмртно у човеку јесу његова дела.
Све док је биће спутано кармичким последицама, нужно мора да подлегне поновном рођењу. У будизму су се развиле различите модификације схватања препорађања. 

## Будино учење
Буда је говорио да је препорађање узроковано незнањем, које покреће читав ланац условног настанка, чији је крајњи исход поновно рођење.
Због неразумевања и непродирања у суштину ствари лутали смо и препорађали се тако дуго, и ви и ја.— Буда
Према Будиним речима, овом кругу патње и смрти не може се назрети почетак ни крај:
Више је суза које сте пролили лутајући и тумарајући овим дугим путем, наричући и плачући спојени са оним што мрзите и раздвојени од оног што волите, него воде у четири велика океана.— Буда
Услед несагледиво дугог препорађања, није лако пронаћи биће које нам у неко тренутку није било мајка, отац, брат, сестра, кћер:
Није лако пронаћи биће које у неком тренутку није било твоја мајка. Није лако пронаћи биће које у неком тренутку није било твој отац. Није лако пронаћи биће које у неком тренутку није било твој брат. Није лако пронаћи биће које у неком тренутку није било твоја сестра. Није лако пронаћи биће које у неком тренутку није било твој син. Није лако пронаћи биће које у неком тренутку није било твоја кћер.— Буда

## Препорађање и несопство
Будизам се суочио са тешкоћом да помири веровања у препорађање са доктрином о несопству.
Спој будистичког учења о препорађању и несопству се често доживљава као противуречно, јер „ако нема трајног сопства или душе шта онда прелази из једног живота у наредни?" Будистички одговор обично гласи да Буда није учио да сопство не постоји као такво, већ да не постоји трајно, непроменљиво, метафизичко сопство. У будизму, сопство се разуме као једно језгро начињено од утисака, сећања, особина и склоности, које се непрекидно мења. И управо је то "сопство" оно које прелази из једног живота у други.
Некад се наводи поређење са три билијарске кугле у једној линији. Када се четврта кугла закотрља преко стола и удари их, кугла која се до тада кретала ће се ту и зауставити, прва и друга одарена кугла ће такође остати у месту, али ће се трећа покренути. Енергија из четврте кугле се кроз прву и другу пренела на трећу куглу и покренула је да се закотрља по столу.
На сличан начин, будисти верују да ментална енергија, која чини оно што конвенционално називамо "сопством", прелази из једног живота у други, што управо омогућује њена променљивост (анића).

## Каснији развој
Идеја препорађања се путем будизма раширила по великом делу Азије. Када је будизам доспео у Кину, Кореју и Јапан, доктрине о карми и препорађању, и схватање да заслужни поступци могу да буду посвећени помоћи душама из нижих исходишта препорађања како би напредовале до бољих исходишта, наишле су на широк пријем.
Тибетански точак препорађања представља шест видова постојања: богове, полубогове (асуре), људска бића, животиње, гладне духове и демоне. Душе изузетно честитих људи поново се рађају као богови; они који су живели добрим животом враћају се на земљу као мушкарци или жене, а неки се због својих грехова поново рађају као животиње, гладни духови или становници пакла. Сва осетилна бића се сматрају окованим за Точак препорађања све док не постигну ослобађање од кармичког процеса уласком у нирвану.
Према савременом тумачењу теравада будизма, после смрти се ум поново успоставља у новооплођеној јајној ћелији и тиме се оживљава ново тело, а ново биће настаје.